# Allgemeine Einführung in das Römische Messbuch
Die Allgemeine Einführung in das Römische Messbuch (AEM) ist die deutsche Fassung der Institutio Generalis Missalis Romani (IGMR). 
Sie ist ein wichtiger Bestandteil des Römischen Messbuchs und enthält verpflichtende Richtlinien für die römisch-katholische Messfeier. Mit dem Erscheinen der dritten Auflage des Deutschen Messbuchs soll die AEM durch die Grundordnung des Römischen Messbuchs (GORM) abgelöst werden.